# Termisk atomsky
En termisk atomsky er den – ved fremstilling af et Bose-Einstein kondensat (BEC) – omgivende atomsky. Den termiske sky er karakteriseret ved at bestå af atomer, der ikke alle okkuperer den lavest mulige kvantetilstand. Med andre ord består den termiske sky – modsat kondensatet – af atomer, der er exciteret i energiniveauer, der afviger fra det lavest muligt energiniveau.